# .416 Barrett
El .416 Barrett, también conocido como el 10,4 × 83 mm cartucho de rifle de fuego central,  es un cartucho de rifle de fuego central con cuello de botella patentado diseñado en 2005 como alternativa al .50 BMG y diseñado en respuesta a una solicitud de una combinación de cartuchos de rifle mediano/pesado que fue emitida por la División de Grúas del Centro de Guerra Naval de Superficie a finales de 2004.

## Diseño
El .416 Barret fue diseñado por Chris Barrett,  hijo de Ronnie Barrett, con la ayuda de Pete Forras, y se diseñó utilizando algunas ecuaciones de baja resistencia supersónica de la NACA.
El cartucho fue diseñado buscando mejorar al .50 BMG al que se le ha acortado el casquillo a 3,27 pulgadas con respecto a su longitud original de 3,91 pulgadas y con cuello ajustado a calibre .416, para disparar proyectiles de 398 granos.   Sin embargo, las dimensiones de la caja son patentadas.  Debido a que los dos cartuchos, el .50 BMG y el .416 Barrett, tienen dimensiones de base idénticas, todo lo que se necesita para convertir un rifle para usar uno u otro cartucho es un cambio de cañón. 
El Barrett Modelo 99 fue inicialmente el único rifle disponible comercialmente recamarado en .416 Barret. En 2009, Zel Custom Manufacturing lanzó la parte superior Tactilite .416 Barrett para rifles estilo AR  Zel Custom Manufacturing redujo las operaciones en 2018, que fueron absorbidas por otro fabricante, McCutchen Firearms, después de que BATFE clasificara los conjuntos superiores con cañón en calibre .50 para ser armas de fuego en sí mismas el 17 de julio de 2018.  Ahora hay una variedad de opciones disponibles de varios fabricantes: Noreen Firearms fabrica un rifle en .416 Barrett, al igual que Desert Tech,  y Barrett ahora también tiene una opción de .416 Barrett para su M82A1 semiautomático.

## Performance

### Bala spitzer cola de barco de latón macizo Barrett 398 gr
El uso de una bala más liviana y estrecha da como resultado una velocidad de salida significativamente mayor y un rendimiento balístico superior al del .50 BMG. Se afirma que el .416 Barrett retiene más energía que el .50 BMG a distancias mayores a las 1,000 yardas.  Barrett afirma que este cartucho es capaz de propulsar una bala Spitzer de cola de barco de latón macizo de 398 gr desde el 32 pulgada (812,8 mm) cañón de un rifle de un solo tiro Modelo 99 a 960 m/s (3.150 ft/s), dándole un coeficiente balístico de 0,720 y manteniendo el proyectil supersónico a 1.737 metros (1.900 yardas, ~1,2 millas).

### Bala .416 Barrett MSG
Con un diseño especial, es posible mejorar el proyectil .416 estándar, pero las balas deben diseñarse especialmente. Un ejemplo de una bala especial .416 Barrett de muy bajo arrastre y alcance extremo es la bala monometálica 27.5 fabricada por CNC en Alemania. gramo (424 gr) .416 Barrett MSG (G1 BC ≈ 1,103 – este coeficiente balístico (BC) lo calcula su diseñador, el Sr. Lutz Möller, y no lo demuestran las mediciones del radar Doppler ). La bala Barrett MSG .416 de latón macizo tiene una longitud total de 56 mm (2,2 plg) y deriva su resistencia excepcionalmente baja de un perfil radical LD Haack o Sears-Haack en el área de la punta de la bala. Rifles con recámara para esta combinación de balas de cartucho, con una longitud total de cartucho de 116 mm (4,6 plg), tienen que estar equipados con 1016 mm (40,0 plg) hechos a medida largo 279 mm (1:11 in) para estabilizar los proyectiles Barrett MSG .416 y lograr una proyección de 1.032 m/s (3.385 pies/s) velocidad de salida. 

## Galería

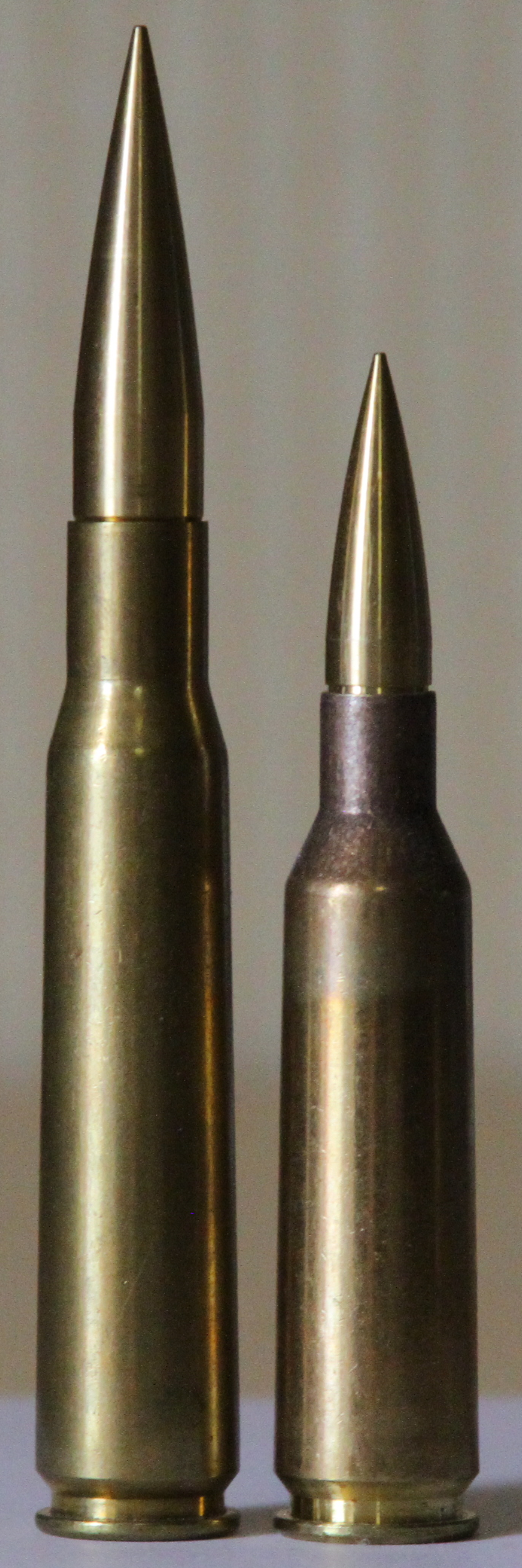
Cartucho.50 BMGa la izquierda y un cartucho .416 a la derecha.